# Вільямсвілл (Іллінойс)
Вільямсвілл (англ. Williamsville) — селище (англ. village) в США, в окрузі Сенґамон штату Іллінойс. Населення — 1425 осіб (2020).

## Географія
Вільямсвілл розташований за координатами 39°57′6″ пн. ш. 89°33′3″ зх. д. / 39.95167° пн. ш. 89.55083° зх. д. (39.951739, -89.550700).  За даними Бюро перепису населення США в 2010 році селище мало площу 3,27 км², уся площа — суходіл.

## Демографія
Згідно з переписом 2010 року, у селищі мешкало 1476 осіб у 555 домогосподарствах у складі 425 родин. Густота населення становила 452 особи/км².  Було 575 помешкань (176/км²).
Расовий склад населення:
| - 98,6 % — білих - 0,2 % — корінних американців - 0,2 % — чорних або афроамериканців - 0,2 % — азіатів - 0,1 % — вихідців з тихоокеанських островів |

До двох чи більше рас належало 0,7 %. Частка іспаномовних становила 0,7 % від усіх жителів.
За віковим діапазоном населення розподілялося таким чином: 27,4 % — особи молодші 18 років, 60,9 % — особи у віці 18—64 років, 11,7 % — особи у віці 65 років та старші. Медіана віку мешканця становила 39,2 року. На 100 осіб жіночої статі у селищі припадало 94,5 чоловіків;  на 100 жінок у віці від 18 років та старших — 93,5 чоловіків також старших 18 років.
Середній дохід на одне домашнє господарство  становив 95 416 доларів США (медіана — 84 342), а середній дохід на одну сім'ю — 99 113 долари (медіана — 93 056). Медіана доходів становила 56 786 доларів для чоловіків та 46 131 долар для жінок. За межею бідності перебувало 3,7 % осіб, у тому числі 2,1 % дітей у віці до 18 років та 13,0 % осіб у віці 65 років та старших.
Цивільне працевлаштоване населення становило 824 особи. Основні галузі зайнятості: освіта, охорона здоров'я та соціальна допомога — 28,0 %, публічна адміністрація — 18,1 %, фінанси, страхування та нерухомість — 10,6 %, роздрібна торгівля — 9,5 %.